# Принципийский колледж
Принципи́йский ко́лледж (англ. Principia College, также Principia или Prin) — частный четырёхлетний университет на юго-востоке штата Иллинойс, присуждающий степени бакалавра. Он был открыт в 1912 году Мэри Кимбелл Морган с целью помочь делу продвижения Христианской науки. Хотя официально колледж и не находится под шефством Сайентистской церкви Христа, «Христианская наука играет центральную роль в общественной жизни университета». Ожидается, что и студенты, и преподаватели будут практикующими христианскими учёными.
Колледжский кампус располагается на берегу реки Миссури, в 30 милях (48 км) севернее Сент-Луиса и в 1 миле юго-восточнее центра деревни Элса (англ. Elsah). Часть кампуса внесена в реестр исторических мест.

## История
Предвестником университета стала одноимённая школа, открывшаяся в Сент-Луисе, Миссури, в 1897 году. Первый выпуск из старшей школы произошёл в 1906 году, а в 1912 при школе был открыт первый в Америке двухлетний колледж (англ. Junior College), получивший аккредитацию в 1923. В 1934 году Принципия выпустила первых четырёхлетних бакалавров, а на следующий год колледж окончательно переехал в свой нынешний кампус.

## Кампус

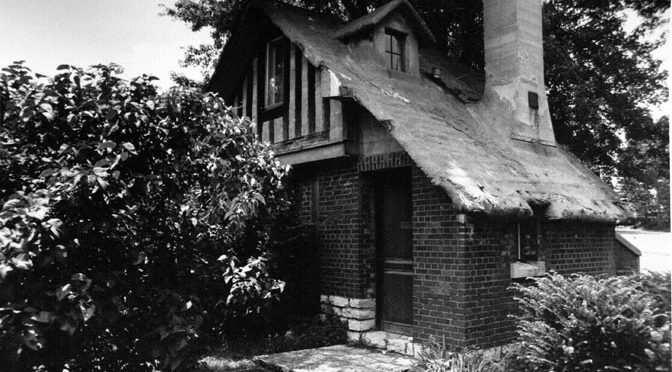
Mistake House.

На кампусе колледжа располагаются 10 студенческих общежитий, шесть из которых входят в его исторический ансамбль. Вместе с университетской часовней они были построены по плану 1935 года в неотюдоровском и неоколониальном стилях Бернардом Мейбеком, бывшим профессором Калифорнийского университета в Беркли. Архитектор пытался добиться композиционного разнообразия и архитектурной самобытности каждого из зданий, в результате чего многие решения первоначально обкатывались на специальном строении, которое впоследствии обитатели кампуса назовут «Домом-ошибкой» (англ. Mistake House).

#### Обсерватория

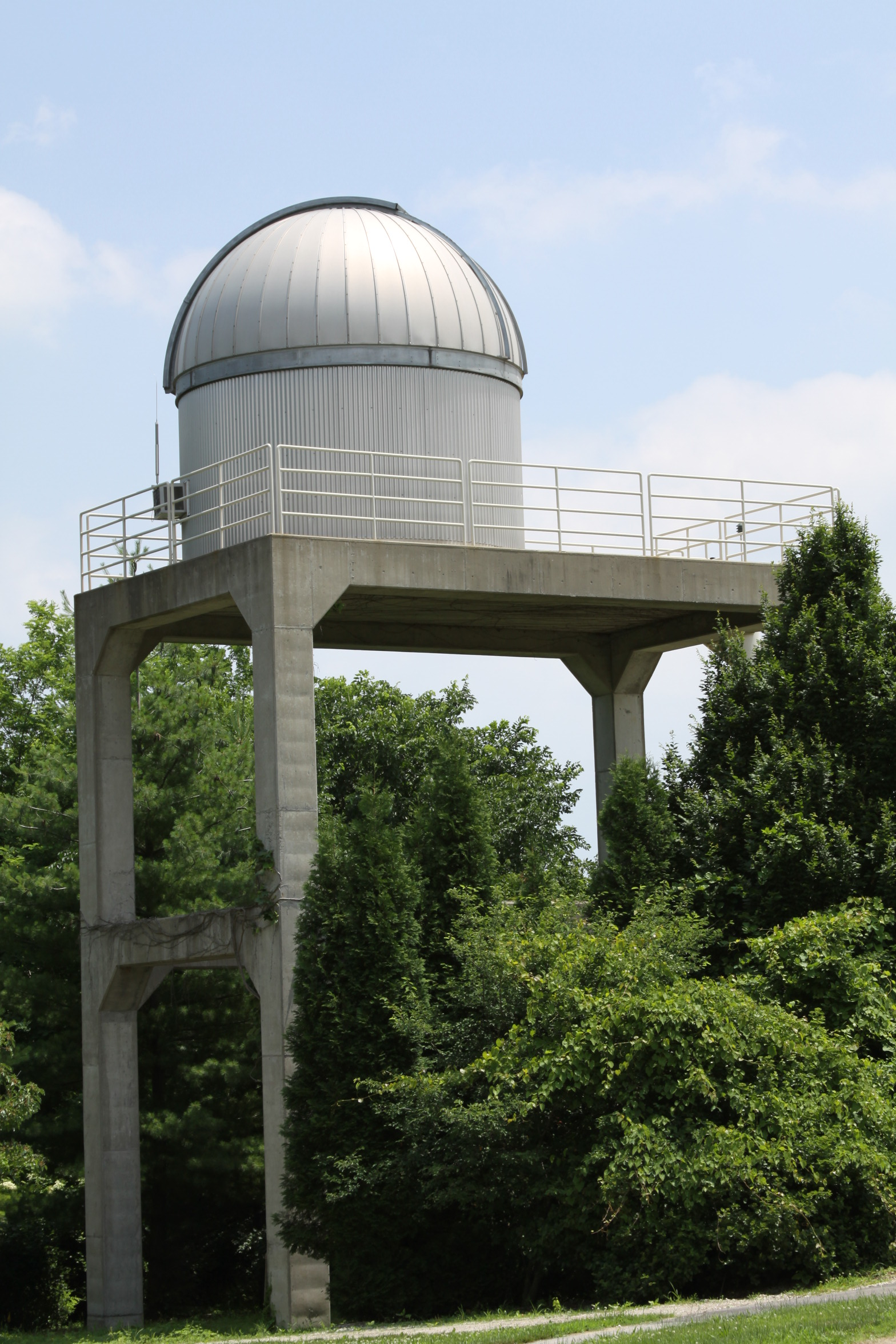
Обсерватория.

Собственная обсерватория для преимущественно учебных нужд появилась в университете в 1998 году. В ней установлено 16-дюймовое (40 см) зеркало и 4-метровый телескоп по системе Ричи — Кретьена массой около одной тонны. Основной купол способен вращаться вокруг своей оси и смонтирован на высоте 32 футов (10.7 м) над уровнем земли.

## Признание
- В 1993 году 120 гектар университетских земель вместе с постройками были признаны историческим памятником (официальное название — Исторический район Принципийского колледжа, англ. Principia College Historic District)[4] и в том же году ансамбль был внесён в Национальный реестр исторических мест[1].
- Во время празднования 200-летия Иллинойса в 2018 году, кампус Принципийского колледжа был включён в список 200 знаменательных мест штата[5].